# Bromodesoxiuridina
La bromodesoxiuridina (BrdU o 5-bromo-2-desoxiuridina) es un nucleótido sintético análogo a la timidina, de fórmula molecular C9H11BrN2O5. Se trata de un nucleótido halogenado (debido al grupo bromuro incorporado en el quinto carbono de la cadena) formado por una base pirimidínica y el monosacárido ribosa, cuya analogía con la timidina permite una substitución casi total (entre el 99.8 y el 100%) de los nucleótidos de timidina en las células en fase de síntesis.
Se trata de un sólido blanco, cristalino y soluble en agua, usado frecuentemente en el tratamiento e investigación del cáncer debido a que aumenta la susceptibilidad de las células a la radioterapia, puesto que inhibe la reparación de roturas causadas por la radiación en la doble cadena de ADN.
Se ha demostrado, además, que la BrdU se caracteriza por sus efectos disruptivos en los sistemas vivos; puede actuar como un agente mutágeno, alterar los patrones de transcripción del ADN de la célula en que haya sido incorporado , aumentar la afinidad de las proteínas cromosomales por las zonas de la cadena que contengan BrdU, alterar la unión de proteínas reguladoras a la cadena de ADN, inhibir la expresión de algunas funciones de diferenciación celular e incluso provocar alteraciones en la membrana plasmática de las células.

## Aplicaciones clínicas y experimentales

### Aislamiento de células con substitución total de timidina por BrdU
Un experimento reciente permitió aislar, por primera vez, células vivas en que la substitución de la timidina por bromodesoxiuridina había alcanzado, prácticamente, el 100%. La existencia de células con substitución completa de un nucleótido en su ADN es extremadamente inusual; el hecho de que pudieran ser aisladas y que se mantuvieran vivas probablemente se deba al uso en el laboratorio de células progenitoras dependientes de BrdU, aisladas de una línea de melanoma de hámster sirio.
Es también destacable el hecho de que, pese a todos los efectos nocivos que el BrdU parece tener sobre el resto de células, las células aisladas son aquellas que han podido sobrevivir con un reemplazo casi total por BrdU. La viabilidad de estas células sugiere que pueden haber desarrollado mecanismos para evitar, compensar o sobrevivir a los efectos perturbadores del BrdU. Puesto que la bromodesoxiuridina afecta a procesos considerados esenciales para la supervivencia de las células, descifrar los mecanismos que permiten la supervivencia de las células aisladas con un ADN substituido en su totalidad podría llevar a una mejor comprensión acerca de la forma en que estos sistemas funcionan normalmente.

### Control de la fase de síntesis de la mitosis: técnicas de inmunocitoquímica
Determinar el número de células de una muestra que se hallan en la fase de síntesis de la mitosis depende de la detección de las moléculas de bromodesoxiuridina como análogo de la timidina localizadas, puesto que cuando éstas son añadidas al medio celular se incorporan al ADN durante el proceso de replicación. Existe, además, la posibilidad de marcar estas moléculas con una tinción fluorescente para hacerlas visibles al microscopio.
El análisis del contenido total del ADN se puede llevar a cabo mediante el uso de tinción de ioduro de propidio, seguido de un pulso de moléculas de BrdU a las que se ha aplicado una tinción de fluorescencia verde. De este modo, la fluorescencia es observable mediante técnicas de microscopía durante la fase S de la división celular. Si realizamos la tinción fluorescente en la población cada 1 o 2 horas, el paso de las células marcadas a la fase G2 puede ser observada y seguida del mismo modo. Es entonces cuando la intensidad de la fluorescencia apreciada se reduce a partes iguales, y su completa reaparición en la fase S es indicativa de un ciclo celular completo, así como el tiempo que éste haya tomado sirve para estudiar la cinética de las divisiones mitóticas para la población celular observada. Dependiendo del tipo de célula, el pulso de BrdU puede ser muy leve pero llegar a ser detectado de todos modos.
Este tipo de investigaciones han permitido, mediante las técnicas de inmunofluorescencia ya descritas, distinguir diferentes regiones del genoma de la célula que se replican a tiempos diferentes y concretos. De hecho, al aplicar la técnica de la autorradiografía se ha podido observar que grandes zonas de los cromosomas coordinan su tiempo de replicación. [cita requerida]

Ejemplo de identificación de antígenos mediante anticuerpos monoclonales marcado con moléculas fluorescentes.

#### Diferenciación de células normales y células neoplásicas: análisis de la proliferación celular.
Las técnicas de inmunocitoquímica basadas en la detección de bromodesoxiuridina descritas anteriormente resultan muy útiles a la hora de diferenciar entre la cinética de división de células sanas y células neoplásicas o cancerígenas. La tinción “in vivo” o “in vitro” de células tumorales con este análogo de la timidina y la subsecuente detección de la BrdU incorporada con anticuerpos monoclonales específicos constituye un método fiable para cuantificar el grado de la síntesis de ADN. La BrdU es incorporada al ADN de nueva síntesis de las células que se encuentran en la fase S de la mitosis, y esto puede proporcionar una estimación al respecto de la cantidad de células que se hallan en esta fase. Una gran cantidad de información relativa a la proliferación dinámica, es decir, la tasa de tránsitos de la fase S y el tiempo potencial de duplicación puede ser obtenida mediante el análisis citométrico de las tinciones realizadas.

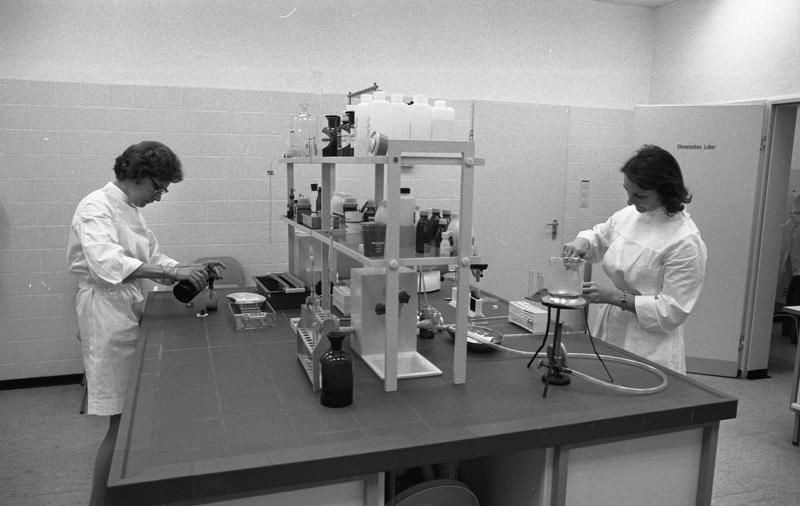

## Trabajando con bromodesoxiuridina
Se ha comprobado que las mismas propiedades que favorecen la unión de la bromodesoxiuridina a las moléculas de ADN hacen de esta substancia una molécula que puede amenazar seriamente la seguridad y la salud del individuo. Las últimas investigaciones indican que la BrdU es una sustancia con propiedades citotóxicas, teratogénicas y mutágenas [cita requerida].
Estos potencialmente severos efectos secundarios hacen que la exposición a BrdU constituya una significativa amenaza para el bienestar del personal de laboratorio, personas que trabajen con animales y cualquier otro individuo que pueda ser accidentalmente expuesto a BrdU. Debido a este riesgo, el Comité Institucional de Bioseguridad (IBC)  ha classificado el BrdU como un producto químico peligroso cuyo uso debe ser declarado en todos los protocolos del Comité Institucional de Cuidado y Uso Animal (IACUC).

### Efectos citotóxicos
Pese a que los efectos tóxicos parecen ser limitados, la exposición a BrdU por inhalación, ingestión, absorción cutánea o inyección accidental puede producir efectos agudos y crónicos que incluyen lesiones cutáneas, anemia, leucocitopenia, trombocitopenia e inhibición del crecimiento celular.

### Efectos teratogénicos y mutágenos
Una fuerte exposición a la BrdU puede inducir anormalidades en los micronúcleos y núcleos espermáticos. Considerables efectos teratogénicos han podido ser apreciados en ratas, ratones y otros mamíferos. Se sospecha que el BrdU puede producir también defectos de nacimiento y otras mutaciones genéticas heredables.